# Getto w Rembertowie

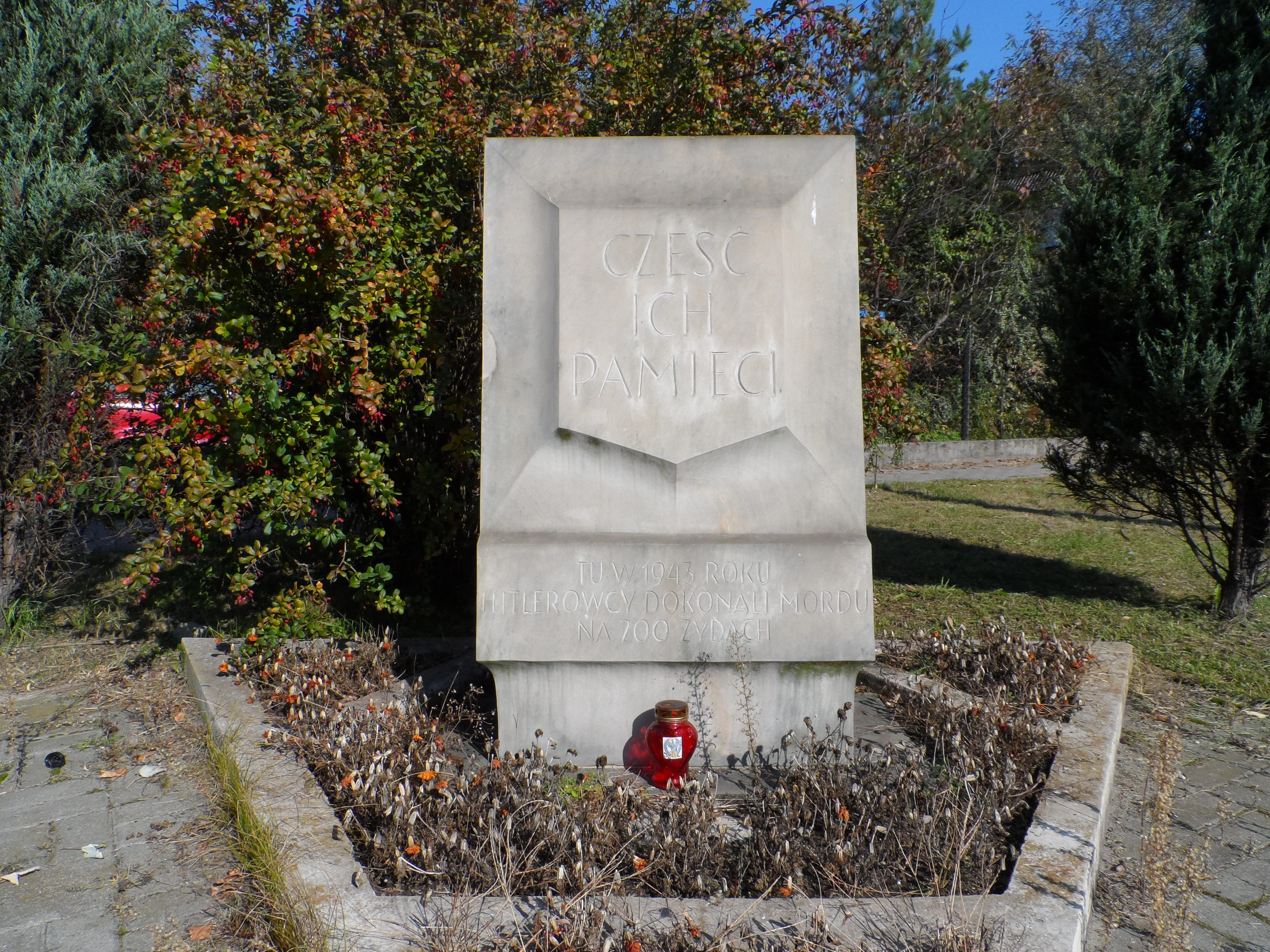
Tablica pamiątkowa Tchorka przy ul. Markietanki w Rembertowie

Getto w Rembertowie – getto dla ludności żydowskiej, utworzone przez okupantów niemieckich w podwarszawskiej miejscowości Rembertów (obecnie dzielnica m.st. Warszawy).
Getto w Rembertowie istniało od października 1940 do sierpnia 1942, a w formie szczątkowej – od listopada 1942 do czerwca 1943. Ogółem przeszło przez nie od 1400 do 2000 Żydów. Niemal wszystkich mieszkańców getta Niemcy zamordowali w obozie zagłady Treblinka II lub rozstrzelali podczas dwóch akcji likwidacyjnych. Zaledwie kilkudziesięciu rembertowskich Żydów zdołało przeżyć wojnę.

## Getto w latach 1940–1942
Getto w Rembertowie zostało utworzone na podstawie zarządzenia gubernatora dystryktu warszawskiego Ludwiga Fischera z 2 października 1940. W tym celu wydzielono kwartał kilku ulic, rozciągający się wzdłuż torów kolejowych i położony na północny wschód od miejscowej stacji kolejowej. W zależności od źródeł liczba mieszkańców getta szacowana jest w przedziale od 1400 do 2000. Według Wiktora Kulerskiego w listopadzie 1941 w getcie znajdowało się około 1800 Żydów.
Dzielnica została otoczona płotem z drutu kolczastego. Brama wjazdowa znajdowała się na początku ul. Okuniewskiej (ob. Gawędziarzy), nieopodal stacji kolejowej. Granica getta biegła wzdłuż ul. Franciszka Żwirki, w kierunku wschodnim aż do ul. Mariańskiej (ob. ulice Cyrulików i Przebieg). Tam skręcała na północ, po czym biegnąc wzdłuż wschodniej strony ul. Mariańskiej przecinała kolejno ulice Tadeusza Kościuszki i Artyleryjską (ob. ulice Stanisława Fiszera i Konwisarska), sięgając aż do ul. Parkowej (ob. Dziewosłęby). Następnie granica getta skręcała w kierunku zachodnim i południową stroną ul. Parkowej biegła do ul. Okuniewskiej, po czym przeciąwszy ją docierała do Al. Marszałka J. Piłsudskiego (ob. ul. generała A. Chruściela), aby skręciwszy na południe – w stronę stacji kolejowej – zamknąć obręcz przy skrzyżowaniu ulic Okuniewskiej i Żwirki (nieopodal wspomnianej bramy wjazdowej). Siedziba Judenratu i posterunek żydowskiej służby porządkowej mieściły się w murowanym domu przy ul. Artyleryjskiej 13. Naprzeciwko budynku, po drugiej stronie ulicy, znajdował się tzw. plac alarmowy, na którym w razie potrzeby gromadzono mieszkańców getta, zwołując ich biciem młota w zawieszoną szynę kolejową.
Wjazdu do getta strzegli od wewnątrz żydowscy policjanci, a od zewnątrz funkcjonariusze polskiej granatowej policji. Brzemienny w skutkach wpływ na życie rembertowskich Żydów miał fakt, iż w miasteczku stacjonowała jednostka niemieckiej żandarmerii. Jej funkcjonariusze dopuszczali się licznych mordów na terenie getta. Szczególną brutalnością wykazywał się zwłaszcza komendant getta, podoficer Gustaw Chwast (Ślązak znający dobrze język polski).
Mieszkańcy Rembertowa starali się w miarę swoich możliwości nieść pomoc żydowskim sąsiadom. Z inicjatywy Polskiego Państwa Podziemnego zorganizowano tajną akcję dożywiania, którą kierował major Rudolf Mizgalewicz ps. „Ryba”. Chleb dla głodujących Żydów piekli miejscowi piekarze – m.in. Jan Putka i Stanisław Stolarski z Rembertowa oraz Kazimierz Pentlak z Kawęczyna. Dostarczaniem żywności do getta zajmowały się natomiast rembertowskie harcerki.

## Likwidacja getta

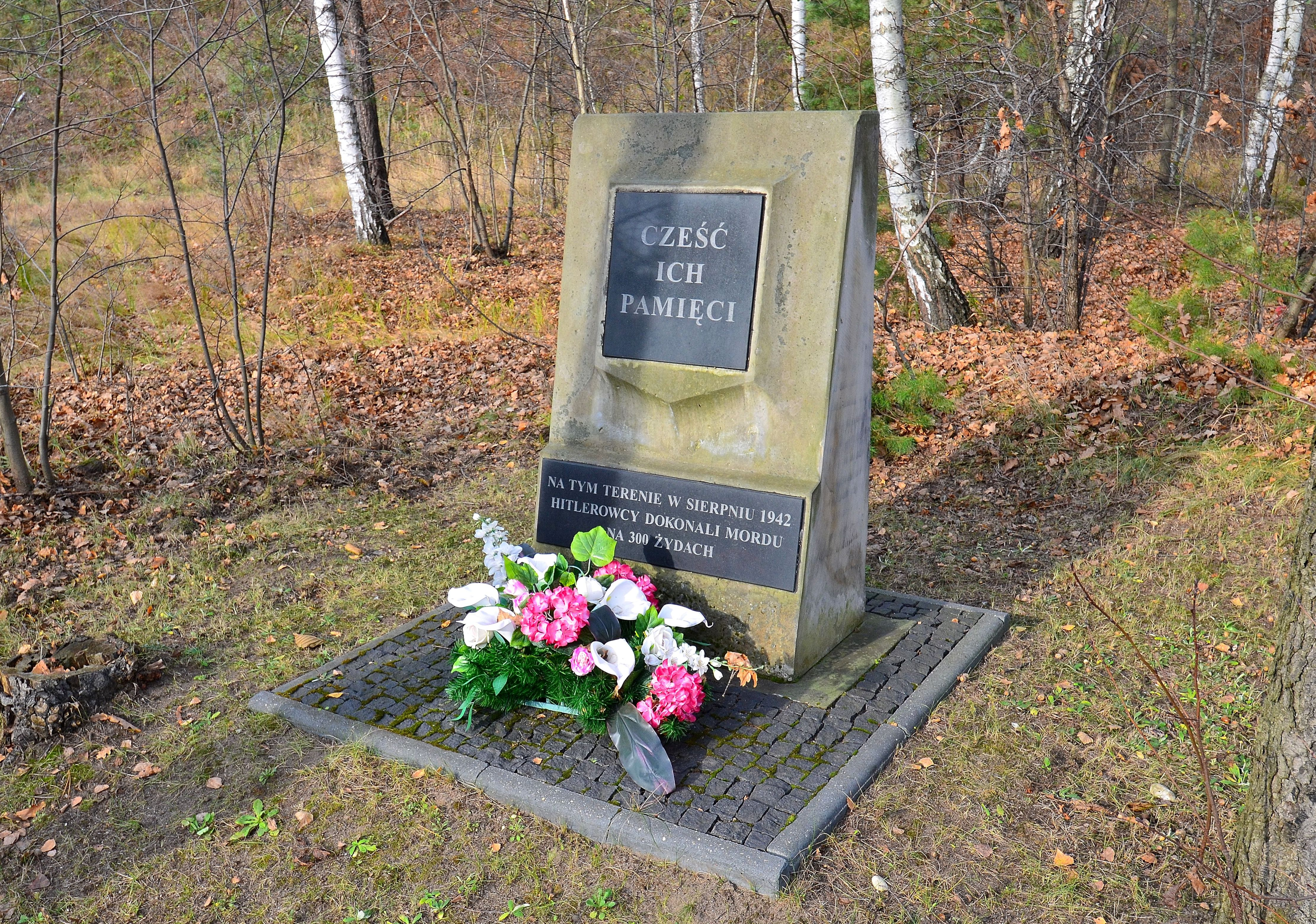
Pamiątkowa tablica w lesie między Rembertowem a Wesołą

Pod koniec sierpnia 1942, w trakcie prowadzonej od 22 lipca wielkiej akcji deportacyjnej z getta warszawskiego, Niemcy przystąpili do likwidacji żydowskich skupisk w podwarszawskich miejscowościach. Akcja eksterminacyjna objęła także getto w Rembertowie.
20 sierpnia 1942, we wczesnych godzinach porannych, do getta wkroczyła niemiecka żandarmeria, wsparta przez litewskich kolaborantów oraz polską granatową policję. Wśród strzałów i krzyków wszystkich mieszkańców getta spędzono na skraj miasta, na teren nieistniejących obecnie ogródków działkowych po wschodniej stronie ul. Stefana Batorego (ob. Markietanki). Tam przeprowadzono szybką „selekcję”. Osoby starsze, chore i zniedołężniałe – a więc niezdolne do długiego marszu – Niemcy zabrali na pustać w lesie między Rembertowem a Wesołą i tam rozstrzelali. Prawdopodobnie zamordowano w ten sposób od 100 do 300 Żydów. Pozostałych mieszkańców getta, w liczbie około tysiąca, uformowano w kolumnę i pognano w kierunku Falenicy. Po odejściu hitlerowców młodociani Polacy przystąpili do grabieży pozostawionego w opuszczonych domach mienia.
Tymczasem w tumanach kurzu i w dotkliwym upale Żydów z Rembertowa popędzono wzdłuż obecnej ul. Działyńczyków, a następnie przez Wawer w kierunku stacji kolejowej w Falenicy. Trasa przemarszu „kolumny ewakuacyjnej” liczyła około 13 kilometrów. O tym, jak szybkie było tempo marszu, może świadczyć fakt, iż kolumna dotarła na miejsce przeznaczenia już ok. godziny 11:00. Po drodze eskorta złożona z konnych żandarmów, litewskich „szaulisów” i granatowych policjantów bezlitośnie mordowała każdego Żyda, który opóźniał marsz lub nie miał siły iść dalej. Świadkowie wspominali, iż pobocza na szlaku przemarszu kolumny były gęsto usłane trupami. Największa masakra miała miejsce nieopodal stacji kolejowej w Aninie, przy skrzyżowaniu ulicy Królewskiej z VIII Poprzeczną. Około 45 Żydów podjęło tam próbę ucieczki do pobliskiego lasu, lecz wszyscy zostali zastrzeleni. Ciała zamordowanych pogrzebano na posesji dr. Dutkiewicza, leżącej nieco na wschód kanału wawerskiego.
Kolumna dotarła ostatecznie na rampę falenickiej stacji kolejowej, położoną na południe od budynków dworca. Wszystkich rembertowskich Żydów niezwłocznie załadowano do bydlęcych wagonów. W sierpniowym upale pociąg przez wiele godzin musiał jednak oczekiwać na bocznicy, dopóki do wagonów nie załadowano kilku tysięcy Żydów z likwidowanego równocześnie getta w Falenicy. Do tego samego transportu Niemcy skierowali jeszcze grupę kilkuset Żydów z Otwocka (w większości dzieci). Na samym końcu do wagonów trafili natomiast żydowscy policjanci, pomagający dotąd Niemcom przy deportacji swoich rodaków. Po zmroku złożony z ok. 40 wagonów transport odjechał do obozu zagłady w Treblince.

## Getto szczątkowe

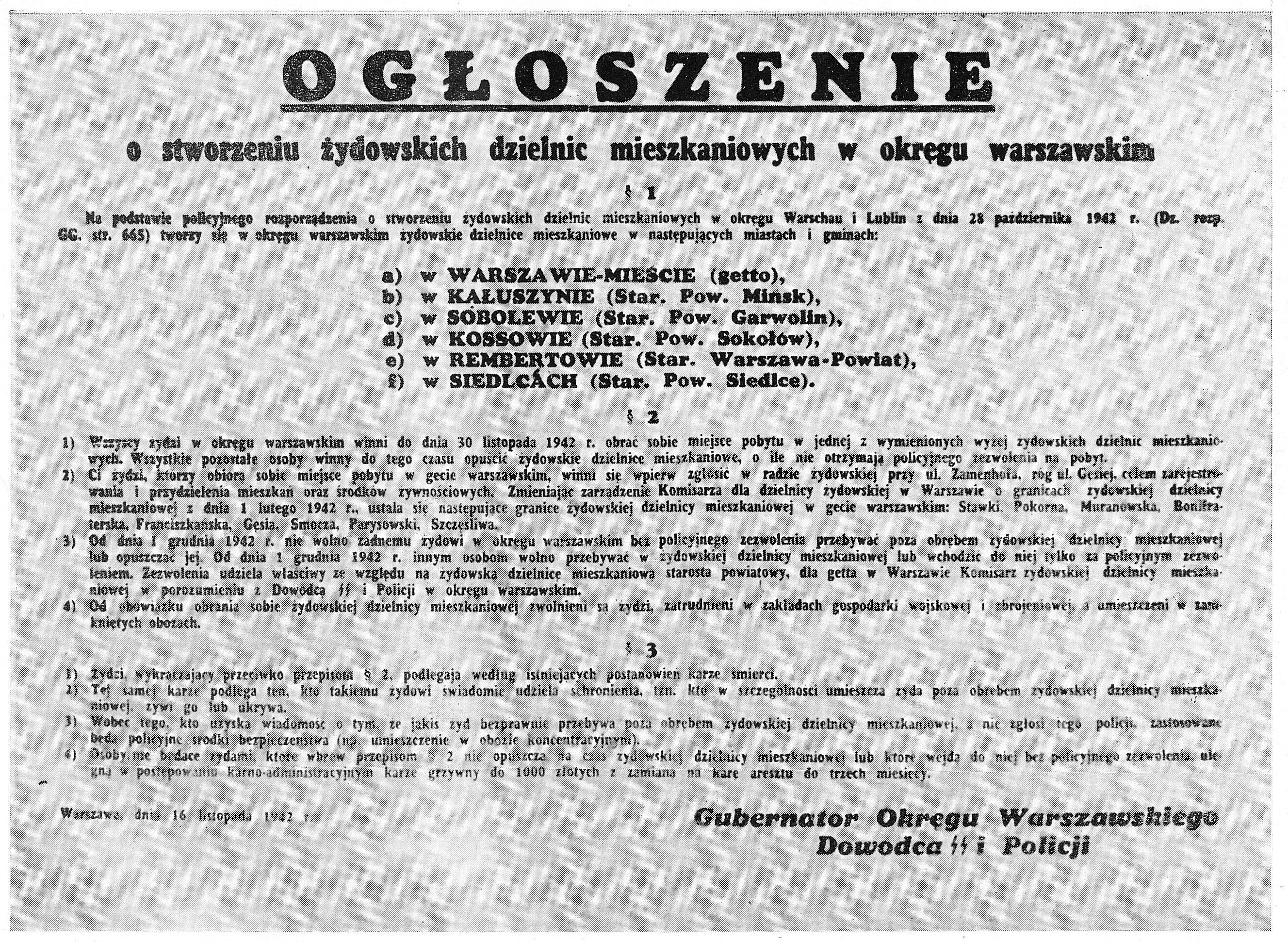
Zarządzenie gubernatora Fischera w sprawie utworzenia gett szczątkowych w dystrykcie warszawskim

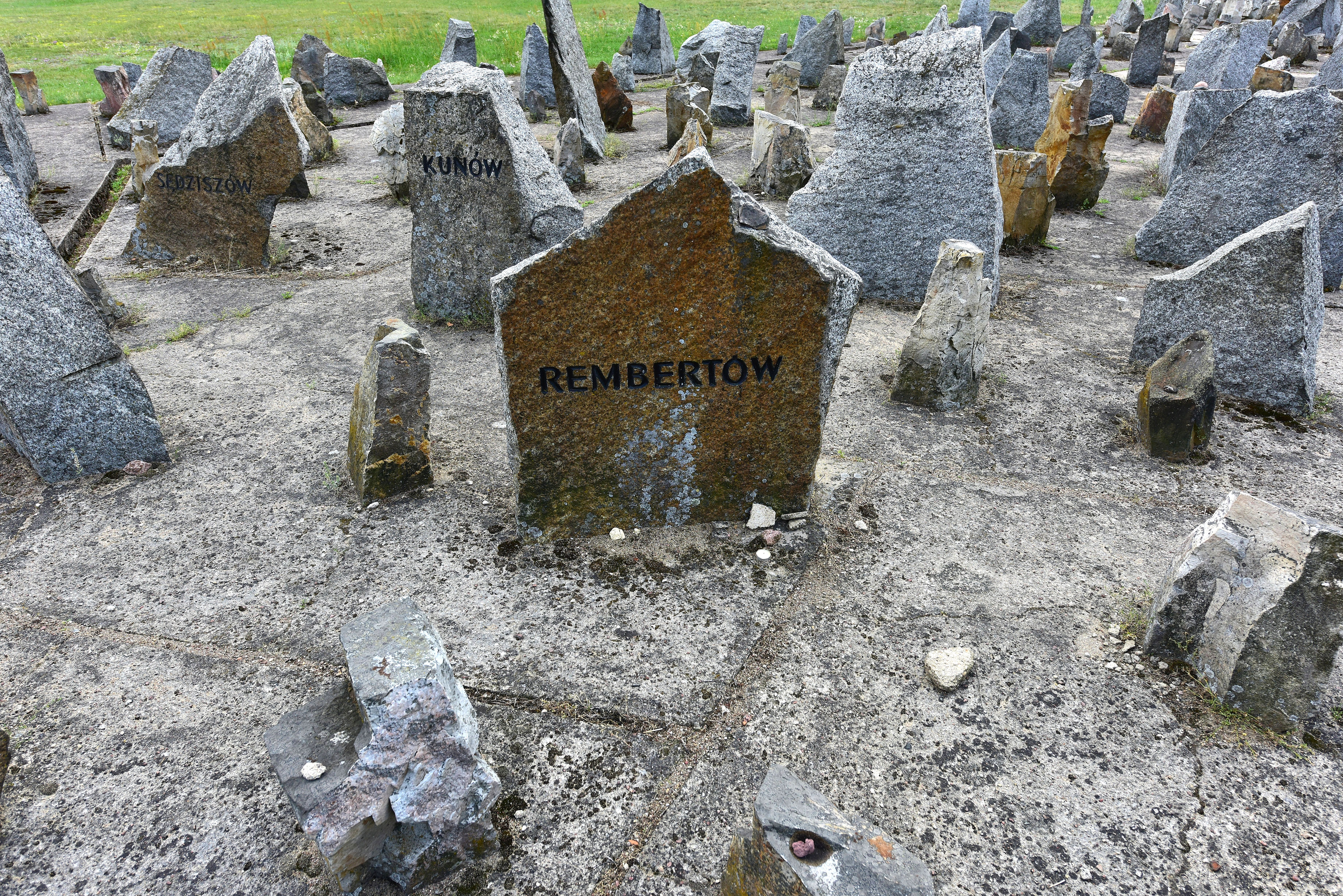
Pomnik Ofiar Obozu Zagłady w Treblince. Kamień upamiętniający Żydów z Rembertowa

16 listopada 1942 gubernator dystryktu warszawskiego Ludwig Fischer wydał zarządzenie w sprawie utworzenia tzw. gett szczątkowych w sześciu miastach dystryktu warszawskiego. Jedno z takich gett powstało w Rembertowie. Niemcy umieścili tam ok. 200 żydowskich mężczyzn, których zmuszali do niewolniczej pracy – przede wszystkim w fabryce amunicji „Pocisk” w Rembertowie oraz w zakładach „Smitt i Junk” w Kawęczynie. „Getto szczątkowe” utworzono w obrębie dawnego getta – w kwartale położonym między ulicami Żwirki i Kościuszki (zajęto na ten cel kilka posesji należących do znanych rembertowskich kupców – Bitterów).
W czerwcu 1943 roku Niemcy zlikwidowali „getto szczątkowe”, a zamieszkujących w nim Żydów rozstrzelali na terenie ogródków działkowych przy ul. Batorego.

## Pamięć
Zaledwie kilkudziesięciu rembertowskich Żydów zdołało przeżyć niemiecką okupację. Wspomnienia ocalałych zebrał i opublikował Shimon Kanc w pracy pod tytułem: Sefer zikaron le kehilot Rembertów, Okuniew, Miłosna (wyd. Jad Waszem, Jerozolima 1989).
Po wojnie ofiary getta w Rembertowie upamiętniono trzema wykonanymi z piaskowca tablicami projektu Karola Tchorka. Ich lokalizacja jest następująca:
- ul. Markietanki róg Cyrulików w Rembertowie (upamiętnia Żydów zamordowanych podczas likwidacji „getta szczątkowego” w czerwcu 1943);
- ul. Okuniewska, w lesie między Rembertowem a Wesołą, nieopodal wiaduktu kolejowego (upamiętnia starców i chorych rozstrzelanych podczas akcji wysiedleńczej w sierpniu 1942);
- ul. Michała Kajki róg VIII Poprzecznej w Wawrze (upamiętnia 45 rembertowskich Żydów zastrzelonych podczas przemarszu do Falenicy w sierpniu 1942).

W 1977 zrodziła się inicjatywa zorganizowania marszu pamięci z Rembertowa do Falenicy. Miał się on odbyć wzdłuż tej samej trasy, którą Żydzi z Rembertowa musieli pieszo pokonać przed wywiezieniem do Treblinki. Pod błahym pretekstem komunistyczne władze nie wyraziły jednak zgody na zorganizowanie uroczystości. Pierwszy marsz – skromny i de facto nielegalny – odbył się dopiero w 1984. Godne upamiętnienie ofiar rembertowskiego getta okazało się możliwe dopiero po przełomie politycznym 1989 roku. Dwukrotnie w okrągłą rocznicę likwidacji gett w Rembertowie i Falenicy zorganizowano uroczyste marsze pamięci (1992 i 2012).
Rembertowscy Żydzi zostali upamiętnieni jednym z kamieni z nazwą miejscowości, stanowiącym element pomnika Ofiar Obozu Zagłady w Treblince.